# Viktor Sukhorukov
Viktor Sukhorukov (russisk: Виктор Иванович Сухоруков, tr. Viktor Ivanovitj Sukhorukov; født den 10. november 1951) er en russisk skuespiller.

## Filmografi
- Ø (2006)
- Orléans (2016)

## Priser
- Folkets Kunstner i Den Russiske Føderation (2008)
- Nika (2004, 2007)